# Heaven Upside Down
Heaven Upside Down — десятий студійний альбом американського рок-гурту Marilyn Manson, представлений 6 жовтня 2017 року лейблами Loma Vista Recordings та Caroline Records.

## Передісторія та запис
У листопаді 2015 року Мерілін Менсон в інтерв'ю «KEGL» повідомив, що він разом із Тайлером Бейтсом, Джорді Вайтом та Ґілом Шероном розпочали роботу над 10-им студійним альбомом. Назва альбому та дата випуску були оприлюднені у липні 2016, хоча Менсон зазначив, що це лише «робоча назва» і в майбутньому вона може бути змінена. Гурт записував частину альбому в Луїзіані, де Менсон знімався для серіалу Салем. У вересні 2016 музиканти підтвердили, що закінчують роботу над платівкою.

## Огляд та стиль
Менсон заявив, що альбом «не схожий на The Pale Emperor. Ті люди, які чули нові композиції, сказали, що альбом нагадує їм улюблені частини Antichrist Superstar та Mechanical Animals, проте із певними відмінностями. Платівка досить жорстока по своїй суті». Менсон описав альбом як «найбльш тематичну та досить складну річ» у порівнянні із попередніми роботами, та зазначив, що тексти пісень досить політизовані. Раніше музикант заявив, що не збирається брати участь у голосуванні, зазначивши, що вплив його голосу не настільки важливий як його коментарі щодо альбому.

## Випуск та просування
8 листопада 2016 — у день виборів Президента США — гурт представив тизер свого нового відеокліпу. У цьому короткому відео Менсон вириває сторінки із останньої книги Нового Заповіту, після чого людина із закривавленим ножем стоїть над обезголовленим тілом чоловіка, одягненому у такому ж стилі, як Дональд Трамп (костюм та червона краватка). Режисер відео — Тайлер Шилдс.

## Список композицій
Автор слів Marilyn Manson, автор музики Тайлер Бейтс. 
| #     | Назва                            | Тривалість |
| ----- | -------------------------------- | ---------- |
| 1.    | «Revelation #12»                 | 4:42       |
| 2.    | «Tattooed in Reverse»            | 4:24       |
| 3.    | «We Know Where You Fucking Live» | 4:32       |
| 4.    | «Say10»                          | 4:18       |
| 5.    | «Kill4Me»                        | 3:59       |
| 6.    | «Saturnalia»                     | 7:59       |
| 7.    | «Je$u$ Cri$i$»                   | 3:59       |
| 8.    | «Blood Honey»                    | 4:10       |
| 9.    | «Heaven Upside Down»             | 4:49       |
| 10.   | «Threats of Romance»             | 4:37       |
| 47:29 |                                  |            |

| Японське видання | Японське видання                 | Японське видання |
| #                | Назва                            | Тривалість       |
| ---------------- | -------------------------------- | ---------------- |
| 11.              | «Kill4Me» (Mystery Skulls Remix) | 3:39             |
| 50:18            |                                  |                  |

## Учасники запису
- Мерілін Менсон — вокал;
- Тайлер Бейтс — гітара;
- Пол Вайлі — гітара;
- Twiggy Ramirez — бас-гітара;
- Ґіл Шерон — ударні;
- Даніель Фокс — клавішні.